# Магстат-ле-Ба
Магста́т-ле-Ба (фр. Magstatt-le-Bas) — коммуна на северо-востоке Франции в регионе Гранд-Эст (бывший Эльзас — Шампань — Арденны — Лотарингия), департамент Верхний Рейн, округ Мюлуз, кантон Брёнстат. До марта 2015 года коммуна административно входила в состав упразднённого кантона Сирентс (округ Мюлуз).
Площадь коммуны — 3,35 км², население — 465 человек (2006) с тенденцией к росту: 481 человек (2012), плотность населения — 143,6 чел/км².

## Население
Численность населения коммуны в 2011 году составляла 480 человек, а в 2012 году — 481 человек.
| 1962 | 1968 | 1975 | 1982 | 1990 | 1999 | 2006 | 2008 | 2011 | 2012 |
| ---- | ---- | ---- | ---- | ---- | ---- | ---- | ---- | ---- | ---- |
| 211  | 206  | 221  | 303  | 337  | 414  | 465  | 460  | 480  | 481  |

Динамика населения:

## Экономика
В 2010 году из 313 человек трудоспособного возраста (от 15 до 64 лет) 252 были экономически активными, 61 — неактивными (показатель активности 80,5 %, в 1999 году — 76,3 %). Из 252 активных трудоспособных жителей работали 239 человек (118 мужчин и 121 женщина), 13 числились безработными (7 мужчин и 6 женщин). Среди 61 трудоспособных неактивных граждан 23 были учениками либо студентами, 21 — пенсионерами, а ещё 17 — были неактивны в силу других причин.
На протяжении 2011 года в коммуне числилось 165 облагаемых налогом домохозяйств, в которых проживало 473,5 человека. При этом медиана доходов составила 27876 евро на одного налогоплательщика.

## Достопримечательности (фотогалерея)

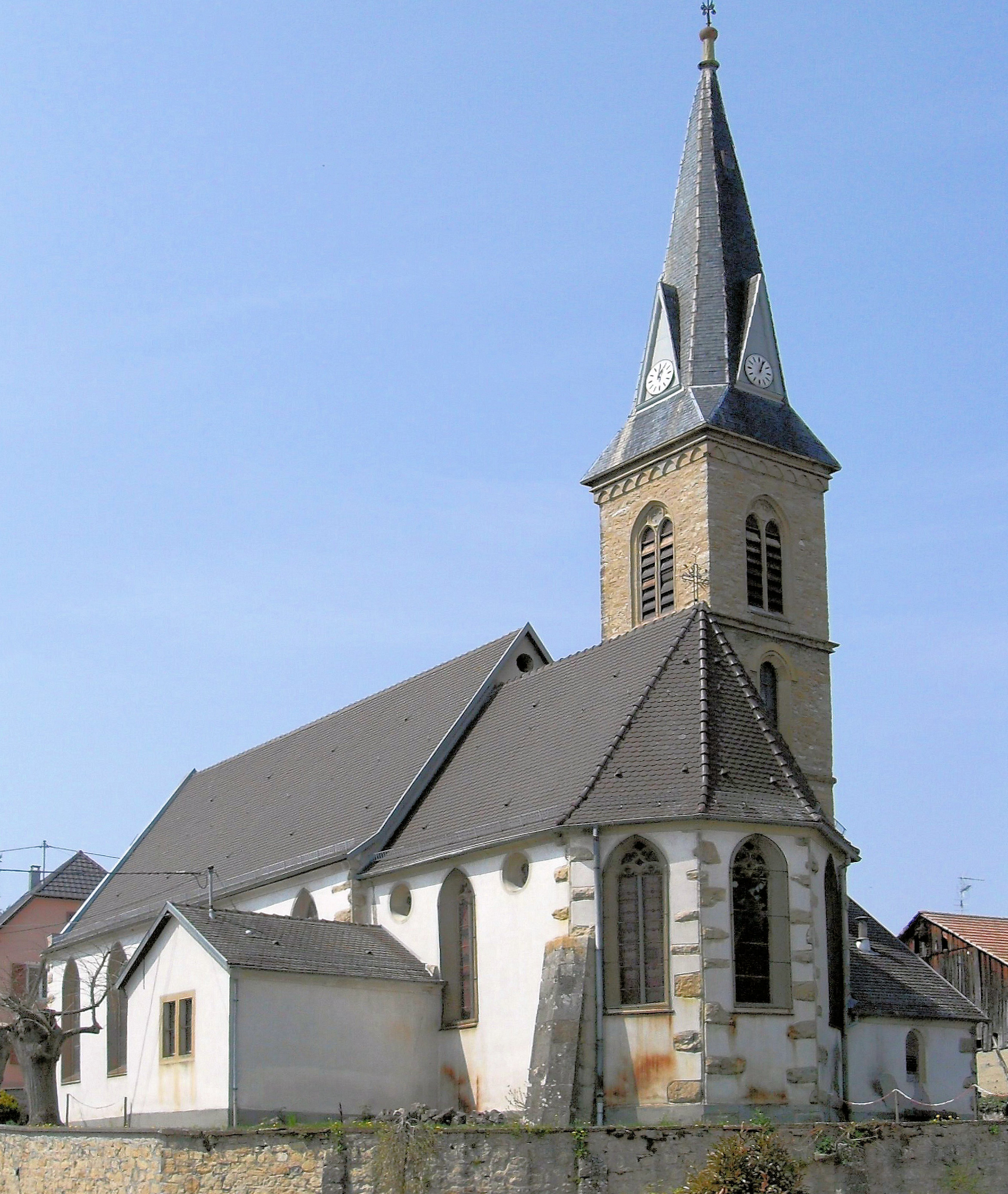
Церковь Сен-Мишель